# 丝蝽科
丝蝽科（學名：Plokiophilidae）又名蛛網蝽科、蛛巢椿象科，是半翅目異翅亞目臭蟲總科的一科，在熱帶區域的各洲都有零星分布。體型極小，全長通常不超過3毫米，常寄居在蜘蛛或足絲蟻的網上，並以寄主的猎物或食物残渣为食，因而得名。
絲蝽科最初被視為駝蝽科的一個亞科，但絲蝽與駝蝽在口器構造、後翅翅脈分布、產卵管長度和授精方式等方面都有所不同，且駝蝽科更接近盲椿總科，而非原先所認為的臭蟲總科成員。鑑於這些差異，絲蝽從駝蝽科分出，成為一個獨立的科，至今包含三個亞科與不到十個屬。

## 分类
- 亞科 Embiophilinae
  - Embiophila
- 亞科 Heissophilinae
  - Heissophila
  - Monteithophila
  - †Pavlostysia（波羅的海琥珀（英语：Baltic amber），始新世[3]）
- 絲蝽亞科 Plokiophilinae
  - Lipokophila
  - Neoplokioides
  - Plokiophila
  - Plokiophiloides
  - Paraplokiophiloides